# Kasteel van Saint-Germain-de-Livet
Het Kasteel van Saint-Germain-de-Livet (Frans: Château de Saint-Germain-de-Livet) is gelegen in de gemeente Saint-Germain-de-Livet ongeveer zes kilometer ten zuiden van Lisieux in het departement Calvados in Normandië in Frankrijk.
De gracht van het kasteel staat in verbinding met een kleine zijrivier van de Touques.